# Noura Borsali
Noura Borsali (arabe : نورة البورصالي), née le 19 août 1953 et morte le 14 novembre 2017, est une universitaire, journaliste, écrivaine, critique littéraire et de cinéma tunisienne. Elle est également syndicaliste, militante des droits humains et figure du féminisme tunisien.

## Biographie
Elle naît dans une famille de syndicalistes. Son père Tahar Borsali est l'un des fondateurs de l'Union générale tunisienne du travail (UGTT) et sa mère, Saîda Ben Hafidh Borsali, est une syndicaliste et activiste au sein de la même organisation.
Elle fait ses études en Tunisie, où elle obtient son baccalauréat en 1973 et sa maîtrise en littérature française en 1977. Elle part ensuite en France, où elle obtient un DEA de sémiologie (science et analyse des textes) à l'université Paris VII (Jussieu) en 1979, avant de revenir en Tunisie pour travailler dans l'enseignement secondaire puis dans l'enseignement universitaire.
Durant sa carrière, elle enseigne dans plusieurs établissements, dont le lycée de La Goulette, le lycée Kheireddine-Pacha de l'Ariana, le lycée 9-Avril 1938 de Tunis, l'École nationale d'ingénieurs de Tunis et la faculté des sciences juridiques, politiques et sociales de Tunis.

## Journalisme
Noura Borsali est une journaliste connue pour ses enquêtes et ses tribunes critiques en matière de politique et de culture.
Elle collabore à partir de 1980 avec divers journaux et magazines tunisiens indépendants tels que Le Phare, Réalités et Le Maghreb en tant que chroniqueuse et grand reporter en Algérie, au Maroc et en Égypte.
En mars 1991, elle crée La Maghrébine, un magazine féminin indépendant dont la demande d'autorisation de publication n'a pas eu de réponse, ni acceptation, ni refus, de la part des autorités tunisiennes.
Dès 2011, elle publie des chroniques et interviews dans des journaux et sites tunisiens tels que La Presse de Tunisie, Kapitalis, Jomhouria et Nawaat.

## Engagement culturel

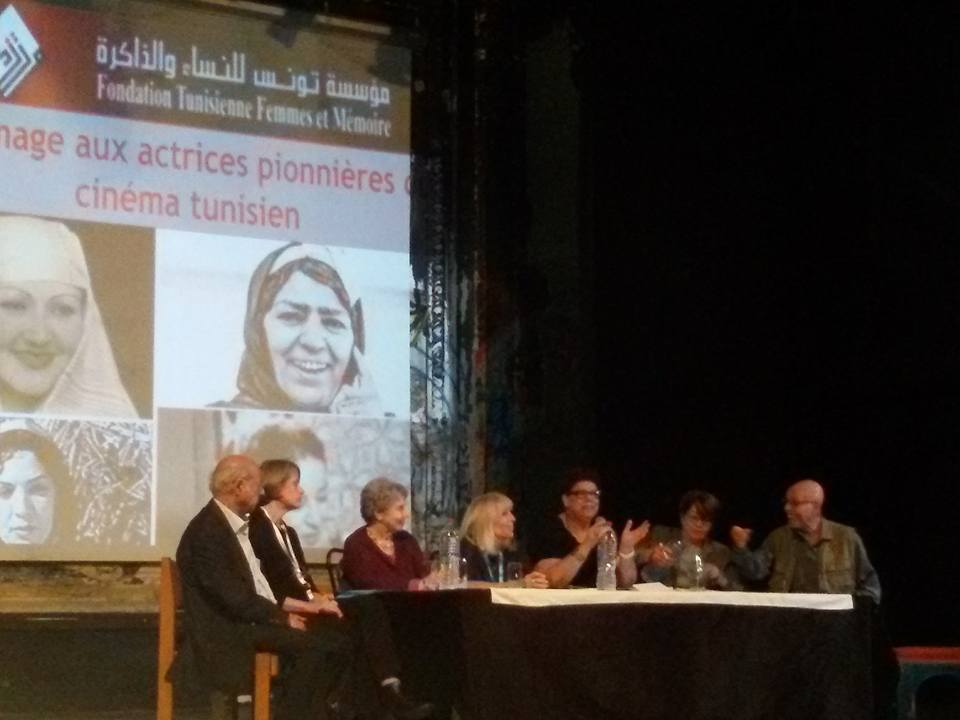
Noura Borsali anime un hommage aux actrices pionnières du cinéma tunisien organisé par la FTFM en partenariat avec les JCC.

Noura Borsali est connue par son engagement culturel. À partir des années 1970, elle est membre du Club culturel Tahar-Haddad dont elle devient ensuite organisatrice, animatrice et modératrice de certains de ses ateliers se rapportant essentiellement à la condition des femmes en Tunisie (cercle féministe) et au cinéma maghrébin (ciné-club).
Passionnée par le cinéma, ses critiques sont publiées par des magazines spécialisés tels que Africultures et Africiné. Elle est membre de l'Association tunisienne pour la promotion de la critique cinématographique, dont elle est élue vice-présidente en juin 2000 puis présidente de mai 2011 à juin 2012. À plusieurs reprises, elle fait partie de jurys de manifestations cinématographiques nationales, comme le Festival international du film amateur de Kélibia et les Journées cinématographiques de Carthage (JCC), mais aussi internationales comme le prix FIPRESCI du Bari International Film Festival et du Festival international du film d'Istanbul. Elle est également membre de la Commission tunisienne du fonds d'aide à la production cinématographique.
Passionnée par l'histoire, elle publie plusieurs interviews et études sur l'histoire de la Tunisie contemporaine. En 2015, elle crée avec ses amies la Fondation tunisienne Femmes et Mémoire (FTFM), qu'elle préside jusqu'à son décès.

## Activisme

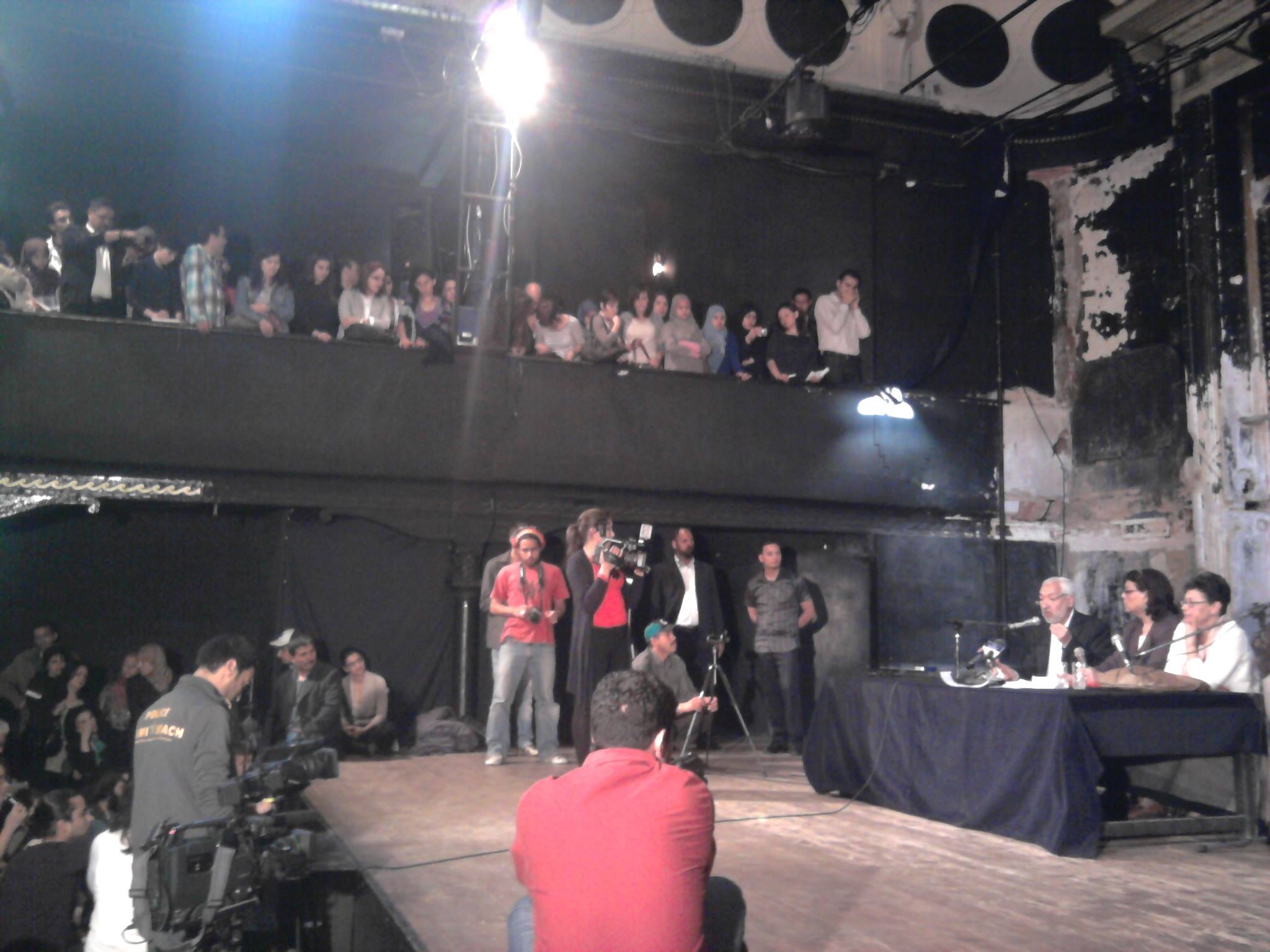
Noura Borsali anime un débat entre Rached Ghannouchi et Neila Sellini, organisé par le Forum citoyens tunisiens indépendants et le Club sans parti pour une patrie à l'Espace El Hamra de Tunis, le 14 avril 2011.

Noura Borsali est membre du syndicat de l'enseignement secondaire au sein de l'Union générale tunisienne du travail. Elle est défenseuse des droits de l'homme et membre de base de la Ligue tunisienne des droits de l'homme et de la section locale d'Amnesty International. Elle est également militante féministe, membre fondatrice de l'Association tunisienne des femmes démocrates et de l'Association des femmes tunisiennes pour la recherche sur le développement,.
Après la révolution de 2011, elle fonde le Forum citoyens tunisiens indépendants à l'Espace El Hamra et un atelier de femmes sur la transition démocratique au Club culturel Tahar-Haddad, dont elle anime les conférences et débats de janvier à juin 2011. Elle devient membre indépendante de la Haute instance pour la réalisation des objectifs de la révolution, de la réforme politique et de la transition démocratique du 17 mars au 13 octobre 2011 et siège au Comité supérieur des droits de l'homme.
Elle est aussi élue membre de l'Instance vérité et dignité par l'assemblée constituante, une fonction qu'elle occupe de mai à novembre 2014, sa démission faisant suite à son refus du fonctionnement de l'instance.

## Publications
Parmi ses écrits, on peut citer :
- Algérie, la difficile démocratie : regards d'une journaliste tunisienne sur l'Algérie de l'après octobre 1988, Sfax, Samed, 2008, 207 p. (ISBN 978-9973-00-201-3 et 9973-00-201-6).
- Livres d'entretiens avec Ahmed Ben Salah : l'homme fort de la Tunisie des années soixante, Sfax, Samed, 2008, 236 p. (ISBN 978-9973-00-162-7 et 9973-00-162-1).
- Bourguiba à l'épreuve de la démocratie, 1956-1963, Sfax, Samed, 2008 (réimpr. 2012, 2016 (traduit en arabe par Mohamed Abdelkefi)), 235 p. (ISBN 978-9973-38-081-4).
- « Ébauche d'un état des lieux de la critique cinématographique au Maghreb », Africultures, no 3,‎ 2012, p. 344 (lire en ligne, consulté le 14 janvier 2018).
- Tunisie, le défi égalitaire : écrits féministes, Tunis, Arabesques, 2013, 313 p. (ISBN 978-9938-07-012-5 et 9938-07-012-4).Prix Zoubeida-Bchir 2013